# Coalizione Sopi
La Coalizione Sopi (dal wolof: Coalizione Cambiamento) è stata una coalizione di partiti politici senegalesi operativa dal 2001 al 2012; formatasi per sostenere il Presidente della Repubblica Abdoulaye Wade, era composta dal Partito Democratico Senegalese (PDS) e da altre forze minori.
Alle elezioni parlamentari del 2001 ottenne il 49,6% dei voti e 89 seggi su 120 all'Assemblea nazionale; alle parlamentari del 2007, boicottate dalle principali forze politiche d'opposizione, raggiunse il 69,21% dei voti e 131 seggi su 150.